# Albert Bender
Albert Maurice Bender (* 18. Juni 1866 in Dublin; † 5. März 1941 in San Francisco) war ein irisch-US-amerikanischer Versicherungsbroker, Kunstsammler, Mäzen und Philanthrop. Er galt zu seiner Zeit als einer der erfolgreichsten Versicherungsunternehmer an der Westküste und trat vornehmlich als Förderer der Kunstwelt von San Francisco und der Künstlerkolonien der Bay Area in Erscheinung.

## Leben und Wirken
Albert Bender war der einzige Sohn von Philip Bender und Augusta Bender, geborene Bremer. Mit 16 Jahren emigrierte er nach San Francisco und fing als Botenjunge in einem Versicherungsunternehmen an. Schnell entwickelte er ein Gespür für das Versicherungswesen und begann erfolgreich selbst zu makeln und zu spekulieren. Bender galt als ebenso menschenfreundlich wie spendabel; er investierte sein Kapital gerne in die „schönen Künste“ und begann Künstler zu fördern, was ihm schnell den Spitznamen „Saint Albert of San Francisco“  einbrachte. Unter diesem Nick soll er sogar postalisch erreichbar gewesen sein. Bender wurde zur ersten Adresse und „Institution“ des kulturellen Geschehens an der Westküste. Zu Albert Benders weitläufigen Bekanntenkreis zählten zahlreiche bekannte Persönlichkeiten der angloamerikanischen Kunstgeschichte wie Ansel Adams, Mary Hunter Austin, Ina Coolbrith, Imogen Cunningham oder Jack Butler Yeats. Eine besondere Freundschaft verband Bender mit dem Humanismus-kritischen Naturphilosophen und Poeten Robinson Jeffers, den er zeitweise auch finanziell unterstützte.
Albert Bender war ein Treuhänder des Mills College im kalifornischen Oakland und erhielt 1934 die Ehrendoktorwürde der Universität. Überdies unterstützte er die California School of Fine Arts (San Francisco Art Institute). Bender war ein enthusiastischer Sammler von seltenen Kunst- und Künstlerbüchern; er war ein Chairman des Book Club of California.
Zu Ehren seiner Mutter Augusta stiftete Bender dem National Museum of Ireland zwischen 1931 und 1936 circa 260 Exponate seiner Sammlung chinesischer, japanischer und buddhistisch-tibetischer Kunst. Darunter befinden sich unter anderem seltene Artefakte der Qing-Dynastie, eine auf das 18. Jahrhundert datierte Lama-Robe aus Beijing (Peking) und Ukiyo-e-Holzschnitte aus Japan.